# Ladislau Bölöni
Ladislau Bölöni (Târgu Mureş, 11 de març, 1953) fou un futbolista i actual entrenador romanès d'origen hongarès nascut László Bölöni.

## Trajectòria

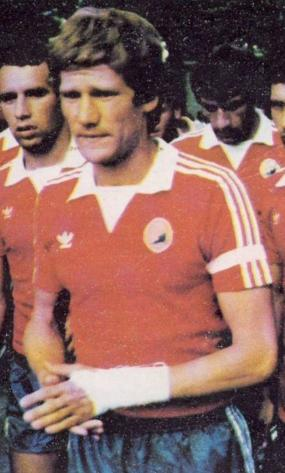
Bölöni durant la seva etapa com a jugador.

A Romania jugà durant 14 anys a l'ASA Târgu Mureş de la seva ciutat natal i tres més al FC Steaua Bucureşti, on es proclamà campió d'Europa el 1986 i de la Supercopa europea. L'any 1988 inicià la seva trajectòria europea que el portà per clubs modestos de Bèlgica i França.
Amb la selecció de Romania jugà 108 partits, en els quals marcà 25 gols i participà en l'Eurocopa 1984.
Es retirà del futbol actiu el 1992 i es convertí en entrenador. Entrenà a França a equips com AS Nancy, Stade Rennais, AS Monaco FC i Standard Liège. També fou seleccionador nacional romanès i entrenador de l'Sporting Clube de Portugal, club amb qui guanyà la lliga i copa del país i introduí al primer equip a jugadors com Ricardo Quaresma, Hugo Viana i Cristiano Ronaldo.
Posteriorment entrenà a l'Orient Mitjà a clubs com l'Al-Wahda, al PAOK o al Royal Antwerp.